# Flora Olomouc
De Flora Olomouc is een internationale tuinbouwtentoonstelling in de Moravische stad Olomouc. De tentoonstelling wordt georganiseerd door Výstaviště Flora Olomouc en wordt drie keer per jaar gehouden; in de lente, laat in de zomer en in de herfst. Aan de tentoonstelling dragen Český zahrádkářský svaz, Svaz květinářů a floristů České republiky en Svaz školkařů České republiky bij en wordt in het park Smetanovy sady gehouden.

## Geschiedenis
De eerste tuinbouwtentoonstelling onder de naam Flora Olomouc werd in 1967 in Olomouc gehouden. In de eerste jaren van de tentoonstelling werd de tenstoonstelling ieder oneven jaar in Olomouc gehouden en ieder even jaar in Bratislava. De traditie van grote tuinbouwtentoonstelling in Olomouc gaat echter terug tot 1958.